# Nikołaj Oleszew
Nikołaj Nikołajewicz Oleszew (ros. Николай Николаевич Олешев; ur. 8 września?/21 września 1903 w Poszechonje, zm. 2 listopada 1970 w Rydze) – radziecki dowódca wojskowy, generał-lejtnant, Bohater Związku Radzieckiego (1945).

## Życiorys
Skończył szkołę cerkiewną i korpus kadetów w Moskwie, w listopadzie 1918 wstąpił ochotniczo do Armii Czerwonej, od listopada 1921 pracownik kontrwywiadu wojskowego - pełnomocnik Wydziału Specjalnego Czeki/GPU w 18 Dywizji Strzelców, od września 1923 do sierpnia 1926 kursant szkoły kawalerii w Twerze. Służył w wojskach GPU/OGPU/NKWD, pomocnik komendanta oddziału pogranicznego, od maja 1932 starszy pełnomocnik 54. oddziału pogranicznego wojsk OGPU w Nerczyńsku, od sierpnia 1935 naczelnik szkoły pułkowej młodszej kadry dowódczej 7. Kawaleryjskiego Pułku Wojsk NKWD Okręgu Zabajkalskiego, w 1937 przyjęty do WKP(b), od stycznia 1939 p.o. szefa sztabu 64. oddziału pogranicznego NKWD, od grudnia 1939 szef Oddziału 1 Sztabu Zarządu Wojsk Pogranicznych NKWD Okręgu Zabajkalskiego. Od lipca 1940 szef oddziału sztabu Zarządu Wojsk Pogranicznych NKWD Okręgu Kijowskiego i miasta Kijowa, od sierpnia 1940 szef Oddziału 2 Wydziału 1 Okręgu Ukraińskiego, w 1941 zaocznie ukończył jeden semestr Akademii Wojskowej im. Frunzego.
Po ataku Niemiec na ZSRR walczył w rejonie Proskurowa, Winnicy i Białej Cerkwi, później walczył w stopniu majora na Froncie Zachodnim, m.in. w obronie miasta Biełyj. W lutym 1942 mianowany dowódcą 371 Dywizji Strzeleckiej w składzie 30 Armii i Frontu Kalinińskiego, uczestnik operacji Mars – walk pod Rżewem i Wiaźmą. 14 lutego 1943 awansowany na generała majora, od maja 1943 dowódca 36. Korpusu Strzeleckiego w 31 Armii Frontu Zachodniego (od 24 kwietnia 1944 – 3 Frontu Białoruskiego), latem-jesienią 1943 brał udział m.in. w walkach o odzyskanie Jarcewa, latem 1944 wraz z dowodzonym przez siebie korpusem brał udział w operacji białoruskiej, m.in. w walkach o Dubrowną i Orszę. 3 lipca 1944 wyznaczony komendantem wojskowym odzyskanego Mińska, 4 lipca 1944 wyznaczony dowódcą 113 Korpusu Strzeleckiego 39 Armii 3 Frontu Białoruskiego, brał udział w walkach na Litwie i w Prusach Wschodnich, podczas operacji wschodniopruskiej 113 Korpus brał udział w walkach o Tylżę i w szturmie Königsberga.
5 maja 1945 został mianowany generałem-lejtnantem. Po zakończeniu działań wojennych w Europie 113 Korpus został przeniesiony na wschód i włączony w skład Frontu Zabajkalskiego, skąd zajmował Wielki Chingan i m.in. miasta Liaoyang, Siping i Mukden.
Uchwałą Prezydium Rady Najwyższej ZSRR z 8 września 1945 za „umiejętne dowodzenie korpusem, wzorowe wykonywanie zadań bojowych dowodzeniem na froncie wojny z japońskimi militarystami i przejawianie przy tym męstwa i bohaterstwa” otrzymał tytuł Bohatera ZSRR.
W 1948 ukończył Wyższą Akademię Wojskową im. Woroszyłowa, od czerwca 1948 do maja 1951 dowodził 41 Armią w ramach Dalekowschodniego Okręgu Wojskowego na Czukotce, od grudnia 1951 pomocnik dowodzącego wojskami Kijowskiego Okręgu Wojskowego, od stycznia 1953 dowódca 13. Armii Karpackiego Okręgu Wojskowego, od kwietnia 1954 pomocnik dowódcy wojsk Nadbałtyckiego Okręgu Wojskowego ds. Przygotowania Bojowego, od grudnia 1955 do marca 1959 starszy doradca szefa Zarządu Przygotowania Bojowego Bułgarskiej Armii Ludowej. Od kwietnia 1959 zastępca dowódcy wojsk Nadbałtyckiego Okręgu Wojskowego, w grudniu 1969 zwolniony ze służby. Zmarł i został pochowany w Rydze, w maju 1994 jego grób przeniesiono na Cmentarz Trojekurowski w Moskwie.

## Odznaczenia
- Złota Gwiazda Bohatera ZSRR (8 września 1945)
- Order Lenina (trzykrotnie - 21 lutego 1945, 19 kwietnia 1945 i 8 września 1945)
- Order Czerwonego Sztandaru (czterokrotnie - 28 maja 1942, 3 listopada 1944, 20 czerwca 1949 i 22 lutego 1968)
- Order Suworowa II klasy (28 września 1943)
- Order Kutuzowa II klasy (dwukrotnie - 30 stycznia 1943 i 9 kwietnia 1943)
- Order Bohdana Chmielnickiego (ZSRR) II klasy (4 lipca 1944)
- Order Wojny Ojczyźnianej I klasy (12 marca 1943)
- Medal „Za Odwagę” (ZSRR)
- Medal „Za zwycięstwo nad Niemcami w Wielkiej Wojnie Ojczyźnianej 1941–1945”
- Medal „Za zwycięstwo nad Japonią”

I inne medale.